# Sportwagen-Weltmeisterschaft 1972

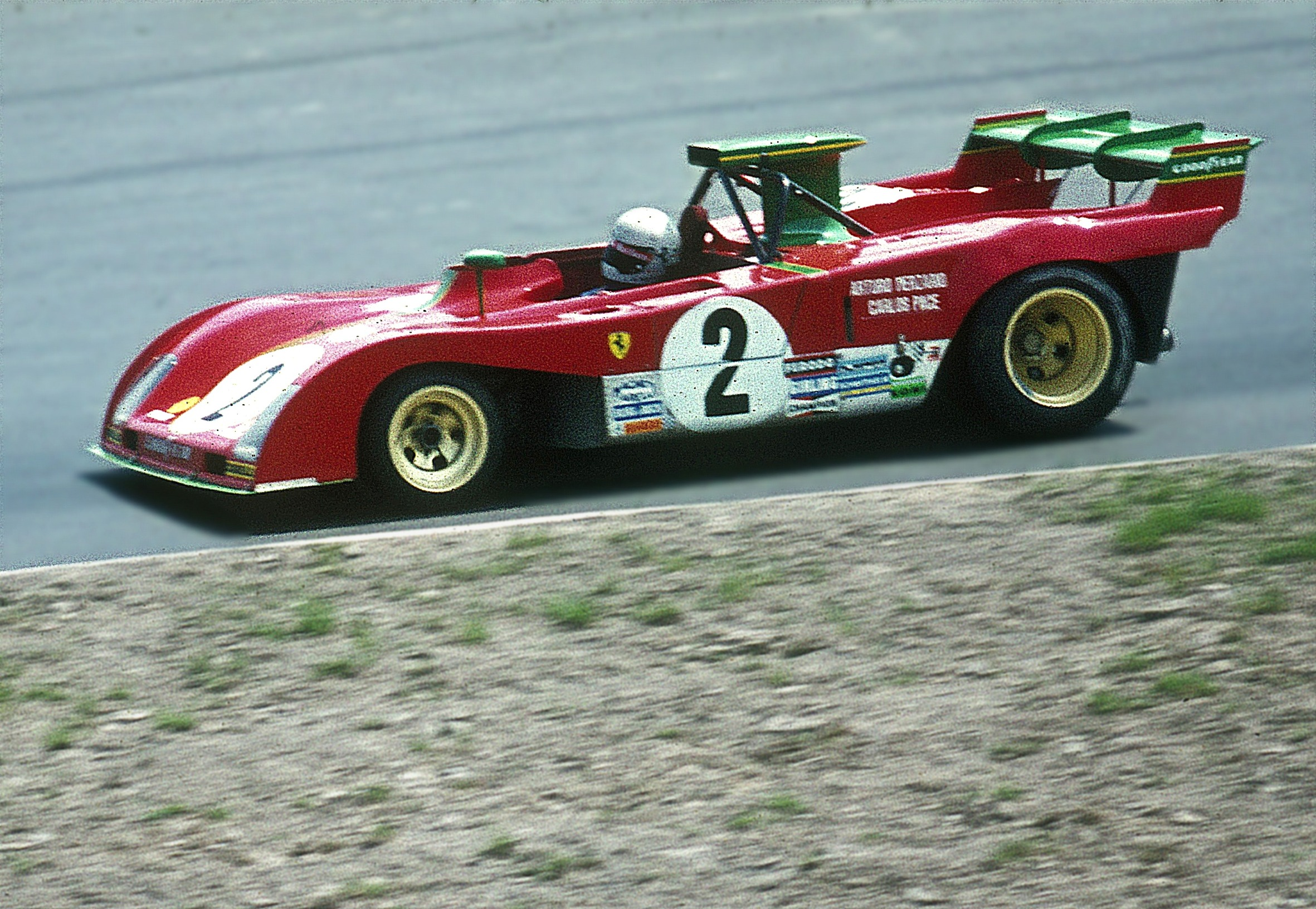
Arturo Merzario im Ferrari 312PB beim 1000-km-Rennen auf dem Nürburgring

Die Sportwagen-Weltmeisterschaft 1972 war die 20. Saison dieser Meisterschaft. Sie begann am 9. Januar und endete am 22. Juli 1972.

## Meisterschaft
Die Weltmeisterschaft 1972 wurde von der Scuderia Ferrari dominiert. Mit dem inzwischen ausgereiften 312PB und einem großen Fahrerkader gewann der italienische Rennstall von elf Saisonrennen zehnmal die Gesamtwertung. Ronnie Peterson, Tim Schenken, Clay Regazzoni, Brian Redman, Jacky Ickx, Mario Andretti, Arturo Merzario, Sandro Munari, Carlos Pace und Helmut Marko gingen in diesem Jahr für die Scuderia bei Sportwagenrennen an den Start. 
Beim 24-Stunden-Rennen von Le Mans verzichtete die Scuderia auf eine Teilnahme, da die Teamleitung fürchtete die 312PB würden die 24-Stunden-Distanz nicht durchhalten. Dadurch feierte Matra Sports mit dem MS670 einen Doppelsieg. Henri Pescarolo und Graham Hill gewannen vor den Teamkollegen François Cevert und Howden Ganley. Durch diesen Erfolg ist Graham Hill der einzige Fahrer der Motorsportgeschichte, der den Großen Preis von Monaco, das 500-Meilen-Rennen von Indianapolis und das 24-Stunden-Rennen von Le Mans gewinnen konnte.
Für Ferrari war es der erste Sportwagen-Weltmeistertitel seit 1967.

## Rennkalender
| Nr. | Datum          | Rennname / Rennstrecke                                                  | Team                     | Gesamtsieger                  | Fahrzeug          | Meisterschaft |
| --- | -------------- | ----------------------------------------------------------------------- | ------------------------ | ----------------------------- | ----------------- | ------------- |
| 1   | 9. Januar      | 1000-km-Rennen von Buenos Aires (Autódromo Juan y Oscar Alfredo Gálvez) | Spa Ferrari SEFAC        | Ronnie Peterson Tim Schenken  | Ferrari 312PB     | keine GT      |
| 2   | 6. Februar     | 6-Stunden-Rennen von Daytona (Daytona International Speedway)           | Ferrari Automobili       | Jacky Ickx Mario Andretti     | Ferrari 312PB     | Alle          |
| 3   | 25. März       | 12-Stunden-Rennen von Sebring (Sebring International Raceway)           | Ferrari                  | Jacky Ickx Mario Andretti     | Ferrari 312PB     | Alle          |
| 4   | 16. April      | 1000-km-Rennen von Brands Hatch (Brands Hatch)                          | Ferrari SpA S.E.F.A.C.   | Jacky Ickx Mario Andretti     | Ferrari 312PB     | keine GT      |
| 5   | 25. April      | 1000-km-Rennen von Monza (Brands Hatch)                                 | Spa Ferrari SEFAC        | Jacky Ickx Clay Regazzoni     | Ferrari 312PB     | Alle          |
| 6   | 7. Mai         | 1000-km-Rennen von Spa-Francorchamps (Circuit de Spa-Francorchamps)     | Spa Ferrari SEFAC        | Arturo Merzario Brian Redman  | Ferrari 312PB     | Alle          |
| 7   | 21. Mai        | Targa Florio (Piccolo circuito delle Madonie)                           | Ferrari SEFAC            | Arturo Merzario Sandro Munari | Ferrari 312PB     | Alle          |
| 8   | 28. Mai        | 1000-km-Rennen auf dem Nürburgring (Nürburgring)                        | Spa Ferrari SEFAC        | Ronnie Peterson Tim Schenken  | Ferrari 312PB     | Alle          |
| 9   | 11. – 12. Juni | 24-Stunden-Rennen von Le Mans (Circuit des 24 Heures)                   | Equipe Matra-Simca Shell | Henri Pescarolo Graham Hill   | Matra-Simca MS670 | Alle          |
| 10  | 25. Juni       | 1000-km-Rennen von Zeltweg (Österreichring)                             | SpA Ferrari SEFAC        | Jacky Ickx Brian Redman       | Ferrari 312PB     | Alle          |
| 11  | 22. Juli       | 6-Stunden-Rennen von Watkins Glen (Watkins Glen)                        | SEFAC Ferrari            | Jacky Ickx Mario Andretti     | Ferrari 312PB     | Alle          |

## Meisterschaft der Konstrukteure

### Marken-Weltmeisterschaft
| Position | Konstrukteur | 1  | 2  | 3  | 4   | 5  | 6  | 7  | 8   | 9   | 10   | 11 | Gesamt |
| -------- | ------------ | -- | -- | -- | --- | -- | -- | -- | --- | --- | ---- | -- | ------ |
| 1        | Ferrari      | 20 | 20 | 20 | 20  | 20 | 20 | 20 | 20  | (8) | (20) | 20 | 160    |
| 2        | Alfa Romeo   | 12 | 12 | 12 | 12  |    |    | 15 | 12  | 10  |      |    | 85     |
| 3        | Porsche      | 6  | 4  | 8  | (2) | 15 | 3  | 8  | (2) | 12  | (1)  | 10 | 66     |
| 4        | Lola         | 4  | 6  | 6  | 4   |    | 8  | 10 | 6   |     | 4    |    | 48     |
| 5        | Chevron      | 8  |    |    | 3   |    | 12 |    | 8   |     | 8    | 2  | 41     |
| 6        | Mirage       |    |    |    |     |    | 10 |    | 10  |     |      | 12 | 32     |
| 7        | Matra-Simca  |    |    |    |     |    |    |    |     | 20  |      |    | 20     |
| 8        | Chevrolet    |    | 3  | 10 |     |    |    |    |     |     |      | 1  | 14     |
| 9        | De Tomaso    |    |    |    |     | 8  | 4  |    |     |     |      |    | 12     |
| 10       | Tondelli     |    |    |    |     | 6  |    |    |     |     |      |    | 6      |
| 11       | Abarth       |    |    |    |     |    |    | 4  |     |     |      |    | 4      |

### Internationaler Cup für GT-Fahrzeuge
| Position | Konstrukteur | 1 | 2  | 3  | 4 | 5  | 6  | 7  | 8  | 9   | 10 | 11 | Gesamt |
| -------- | ------------ | - | -- | -- | - | -- | -- | -- | -- | --- | -- | -- | ------ |
| 1        | Porsche      |   | 20 | 15 |   |    | 15 | 20 | 20 | (6) | 15 | 15 | 120    |
| 2        | Ferrari      |   | 6  | 12 |   |    | 6  |    |    | 20  |    | 20 | 64     |
| 3        | De Tomaso    |   |    |    |   | 20 | 20 |    |    | 3   | 20 |    | 63     |
| 4        | Chevrolet    |   | 15 | 20 |   |    |    |    |    | 4   |    | 10 | 49     |
| 5        | Alfa Romeo   |   |    |    |   |    |    | 8  |    |     |    |    | 8      |
| 6        | Opel         |   |    |    |   |    |    |    | 6  |     |    |    | 6      |